# Basildon (district)
Basildon est un district non métropolitain de l'Essex, en Angleterre.
Il a été créé le 1er avril 1974 par le Local Government Act 1972. Il est issu de la fusion du district urbain de Basildon avec la partie du district urbain de Thurrock qui se trouvait dans la nouvelle ville de Basildon. La population du district en 2010 est d'environ 172 000 habitants. Le district a reçu le statut de borough en 2010.

## Villes et villages
Le district comprend les villes de:
- Basildon
  - Laindon
  - Langdon Hills
  - Pitsea
  - Vange
- Billericay
- Wickford

Villages:
- Bowers Gifford
- Crays Hill
- Dunton Wayletts
- Great Burstead
- Little Burstead
- Nevendon
- North Benfleet
- Ramsden Bellhouse
- Shotgate
- Great Berry

## Source
- (en) Cet article est partiellement ou en totalité issu de l’article de Wikipédia en anglais intitulé « Borough of Basildon » (voir la liste des auteurs).